# Rockbridge (Ohio)
Rockbridge es un lugar designado por el censo ubicado en el condado de Hocking en el estado estadounidense de Ohio. En el Censo de 2010 tenía una población de 182 habitantes y una densidad poblacional de 185,9 personas por km².

## Geografía
Rockbridge se encuentra ubicado en las coordenadas 39°35′10″N 82°31′34″O / 39.58611, -82.52611. Según la Oficina del Censo de los Estados Unidos, Rockbridge tiene una superficie total de 0.98 km², de la cual 0.98 km² corresponden a tierra firme y (0%) 0 km² es agua.

## Demografía
Según el censo de 2010, había 182 personas residiendo en Rockbridge. La densidad de población era de 185,9 hab./km². De los 182 habitantes, Rockbridge estaba compuesto por el 97.8% blancos, el 0% eran afroamericanos, el 0% eran amerindios, el 0% eran asiáticos, el 0% eran isleños del Pacífico, el 0% eran de otras razas y el 2.2% pertenecían a dos o más razas. Del total de la población el 0% eran hispanos o latinos de cualquier raza.